# Santa Cruz (Torres Vedras)
Santa Cruz é uma localidade piscatória nas freguesias de Silveira e A dos Cunhados, no concelho de Torres Vedras, região Oeste portuguesa. É conhecida sobretudo pela sua praia e pelo seu Carnaval de verão.
É um local propício a grande parte dos desportos de ondas, realizando-se aí, todos os anos o festival "Ocean Spirit", de desportos de ondas onde se realizam provas oficias dos circuitos internacionais de diversas modalidades. Além da Praia de Santa Cruz propriamente dita, destacam-se outras: da Amoeira, Formosa, do Guincho, da Azenha, de Santa Helena, do Centro, do Norte, da Física, do Pisão, do Mirante e do Navio.

## As Praias de Santa Cruz
A Praia de Santa Cruz destaca-se como a principal praia da cidade, caracterizando-se por águas cristalinas e areias finas, envolta por dunas e rochedos. Este local é propício à prática de diversos desportos de ondas, como surf, bodyboard e kitesurf.
Com cerca de 5 quilómetros de extensão, a Praia de Santa Cruz é amplamente reconhecida pela sua beleza natural única. Popular, especialmente nos meses de verão, oferece um cenário rodeado por dunas e rochedos, proporcionando um ambiente ideal para banhos de sol, desportos náuticos e passeios.
A Praia da Formosa, por sua vez, é uma opção mais tranquila, ideal para famílias, com águas calmas e areias finas, incluindo uma zona balnear vigiada para garantir a segurança dos banhistas. Com cerca de 1 quilómetro de comprimento, esta praia oferece um ambiente sereno e familiar.
A Praia do Mirante destaca-se pela sua vista deslumbrante sobre o oceano, situando-se num alto promontório que proporciona uma panorâmica única da costa. As águas cristalinas e a areia fina, aliadas à presença de uma zona balnear vigiada, tornam-na um local seguro e atraente para banhos.
A Praia do Pisão apresenta-se como uma opção mais selvagem, ideal para aqueles que procuram tranquilidade. Localizada numa área isolada da costa, esta praia de águas cristalinas e areias finas não dispõe de uma zona balnear vigiada, proporcionando um ambiente natural e pacífico para relaxamento.
Por fim, a Praia do Navio é uma praia com uma história fascinante, contando com um navio naufragado nas suas proximidades. As águas cristalinas e a areia fina, combinadas com este elemento histórico, fazem desta praia um local único e cativante.
Todas estas praias oferecem excelentes condições para banhos de sol e a prática de desportos náuticos, tornando as praias de Santa Cruz um destino de férias ideal para quem busca sol, praia e diversão.

## A visitar
- Miradouro do Alto da Vela
- Miradouro de Santa Helena
- Capelinha de Santa Helena e o Cruzeiro
- Miradouro da Formosa
- Penedo do Guincho
- Azenha de Santa Cruz
- Torre
- Capela de Santa Helena
- Igreja da Santa Cruz
- Aeródromo Municipal
- Parque Municipal de Santa Cruz
- Monumento a Antero de Quental
- Monumento a Kazuo Dan
- Monumento a João de Barros (1881)
- Monumento ao Vereador João Augusto C. Pinto

## Passeio dos poetas
Fonte de inspiração secular, a Praia de Santa Cruz serviu de inspiração a diversos corações, entre os quais Antero de Quental, João de Barros e Kazuo Dan, que se deixaram embalar pela melodia do mar e contagiar pelo mais belo sol poente, compondo admiráveis textos poéticos, marcando para todo o sempre a história local.
Em junho de 2016 foi, assim, inaugurado um percurso oficial que atravessa locais relacionados com a presença destes três poetas. Esta exposição pretende homenagear e imortalizar três grandes poetas, retratando a sua passagem por Santa Cruz, dando a conhecer alguns dos seus poemas, inspirados neste cenário único e singelo, de natureza contagiante, e que tal como referiu o poeta João de Barros, "praia que a natureza fez radiante e formosa...um dos mais fascinantes lugares de repouso e sonho que existe no Mundo".